# Гедеон Скопски
Гедеон (на гръцки: Γεδεών) е православен духовник, скопски митрополит в първата половина на XIX век. По рождение е грък. В 1830 година е споменат като митрополит, но изглежда не се задържа дълго на престола в Скопие, тъй като скоро се споменава новият митрополит Генадий.